# Le Soleil et la Lune
 (février 2017).
Si vous disposez d'ouvrages ou d'articles de référence ou si vous connaissez des sites web de qualité traitant du thème abordé ici, merci de compléter l'article en donnant les références utiles à sa vérifiabilité et en les liant à la section « Notes et références ».
Le Soleil et la Lune est une chanson de Charles Trenet de 1939.
Sa forme est de couplets de huitains alternant alexandrins et ennéasyllabes, et d'un onzain comme refrain.
La chanson évoque avec humour la rencontre impossible entre le soleil et la lune, empêchée par la nécessaire succession du jour et de la nuit en métaphore de la rencontre amoureuse entre les hommes et les femmes
On peut voir dans le clip animé diverses célébrités comme René Descartes, Karl Marx, Friedrich Nietzsche et bien d'autres.
La secrétaire de Sacha Guitry raconte dans ses mémoires que Charles Trénet leur chanta une version « pas encore au point » dans la loge du comédien au théâtre de la Madeleine .